# باتريشيا كيلي
باتريشيا كيلي (بالإنجليزية: Patricia Kelly)‏ (و. 1969  م) هي كاتبة أغاني، وممثلة، ومغنية، وكاتِبة، وموسيقية من الولايات المتحدة، وجمهورية أيرلندا، ولدت في جامونال.

## وصلات خارجية
- باتريشيا كيلي على موقع IMDb (الإنجليزية)
- باتريشيا كيلي على موقع ميوزك برينز (الإنجليزية)
- باتريشيا كيلي على موقع ديسكوغز (الإنجليزية)
- باتريشيا كيلي على موقع قاعدة بيانات الفيلم (الإنجليزية)

- باتريشيا كيلي في قاعدة بيانات الأفلام على الإنترنت